# آپوستولیدی
آپوستولیدی (به لاتین: Apostolidi) یک منطقهٔ مسکونی در روسیه است که در آدیغیه واقع شده‌است.